# 何志美
何志美爵士，KBE（英語：Sir James Michael Ah Koy，1936年11月30日—），斐濟華裔政治人物和企業家，歷任斐濟眾議院和斐濟參議院議員，2007年至2011年間任斐濟駐中華人民共和國大使。

## 生平
在大洋洲各國均有商業業務的何志美，在2006年於巴布亞新畿內亞的英女皇壽辰授勳名單中，獲頒授KBE勳銜，以表揚他在商貿方面的貢獻。
2007年9月24日， 斐济贸易投资局主席（候任驻华大使）何志美爵士出席了在斐济首都苏瓦举行的中斐经贸研讨会暨企业家洽谈会。参会人员包括中国贸促会经贸代表团的企业家及近百名当地企业界代表。
30 November, 2015, 10:00 pm. FAMILY, friends and well-wishers gathered at Governor’s Museum Themed Restaurant yesterday to celebrate former senator and cabinet minister Sir James Michael Ah Koy 79th birthday.

## 外部連結
- Kelton Investment Limited （页面存档备份，存于）
- 與地道華僑何志美爵士談長城和平題詞碑林[永久]
- https://www.fmprc.gov.cn/chn///pds/wjdt/zwbd/t366758.htm （页面存档备份，存于）
- http://fijitimes.com/sir-james-ah-koy-celebrates-79th-birthday/%5B%5D

1. ↑  . www.fmprc.gov.cn.   [2022-02-05]. （原始内容存档于2022-02-05）.